# Catedral de Idanha-a-Velha
A Catedral de Idanha-a-Velha é a antiga catedral do bispado da Egitânia, hoje na União das freguesias de Monsanto e Idanha-a-Velha, no município de Idanha-a-Nova.
A Catedral de Idanha-a-Velha está classificada como Imóvel de Interesse Público desde 1956.

## História
Após a criação do bispado da Egitânia no século IV, a basílica começou a ser construída por volta do ano 585. Aquando da Invasão muçulmana da península Ibérica foi convertida em mesquita, para voltar a ser igreja com a Reconquista, sendo doada aos Templários.
Deixou de ter função cultual no século XIX, sendo hoje um museu.

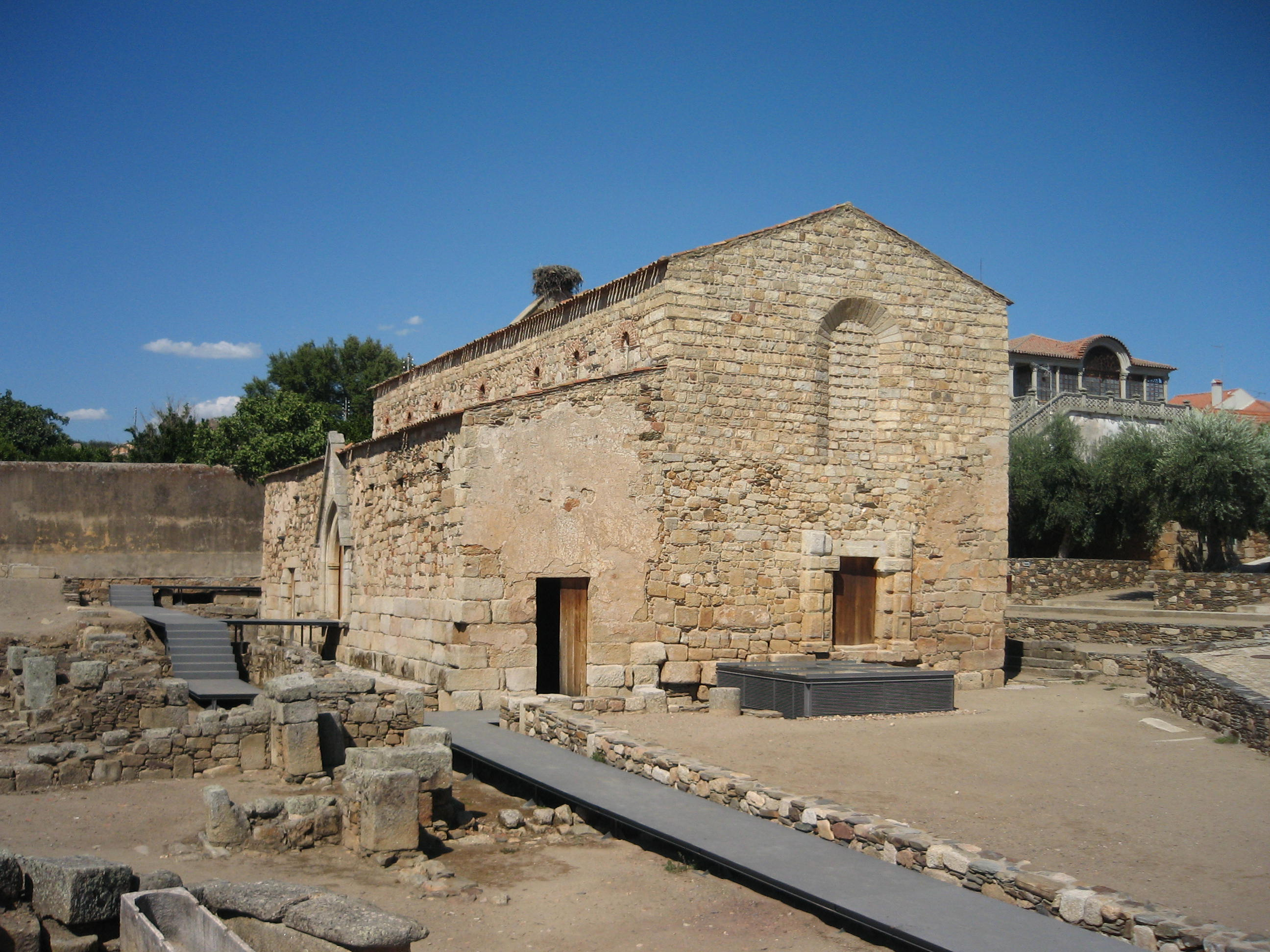
Vista geral
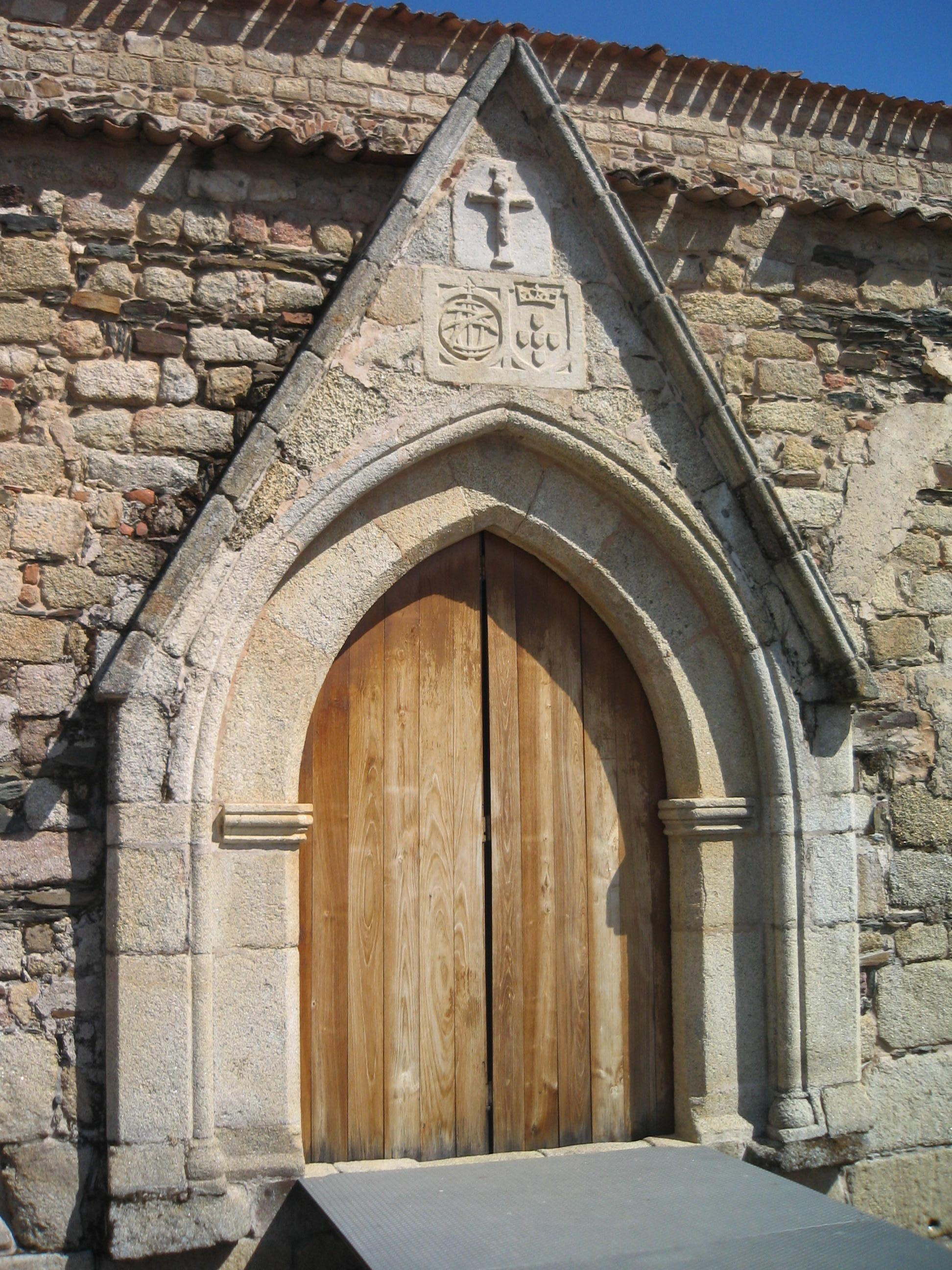
Portal gótico
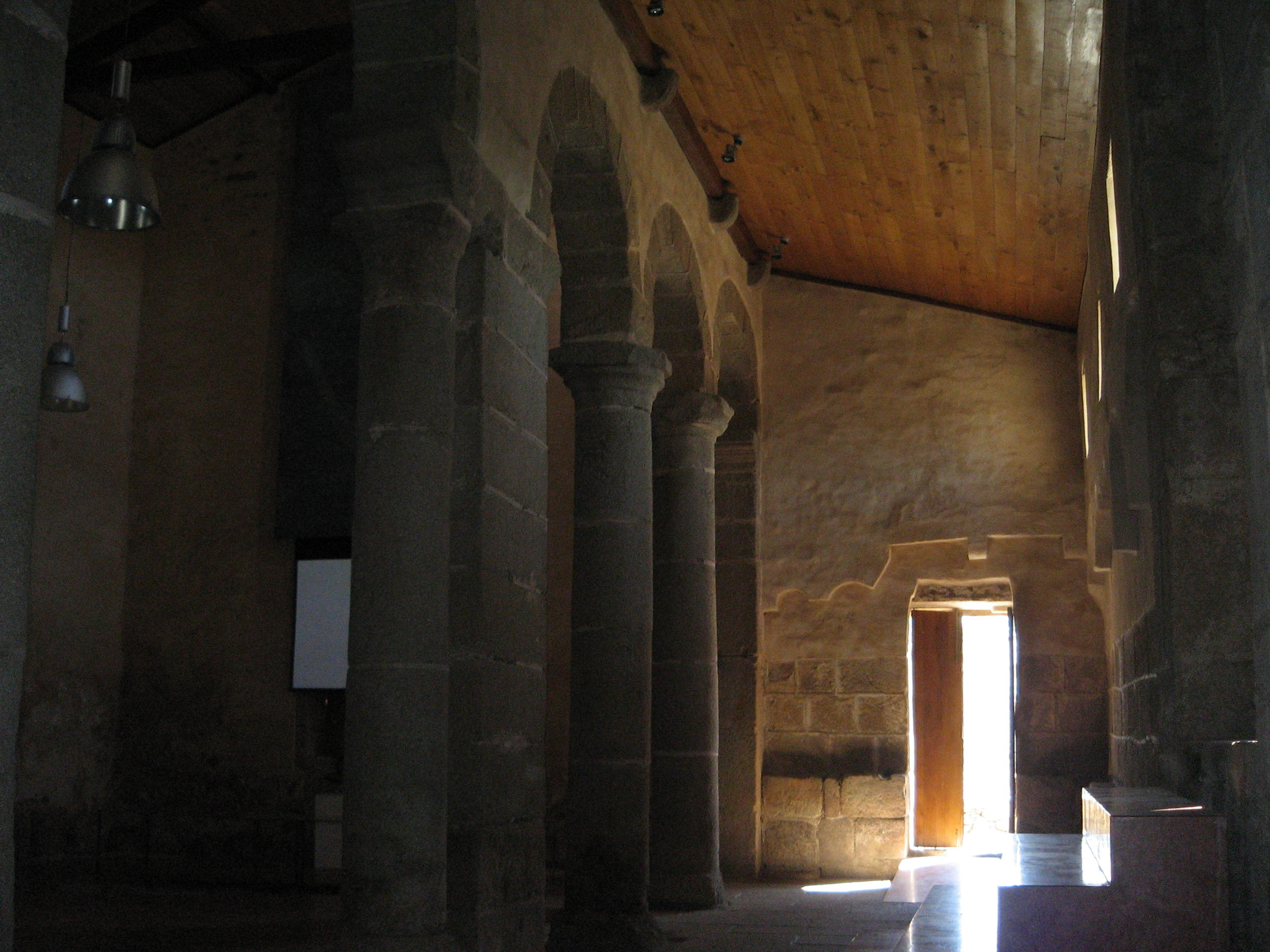
Interior